# Cuesta de Lipán
Cuesta del Lipán opisuje strmo gorsko cesto na odseku državne ceste 52 (Ruta Nacional 52) v departmaju Tumbaya, provinca Jujuy, Argentina.
Cesta, ki poteka v serpentinah po pobočju Lipán, se začne v mestu Purmamarca in doseže najvišjo točko v Abra de Potrerillos na 4170 metrih, od koder se RN52 nadaljuje preko Salinas Grandes proti mejnemu prehodu Paso de Jama.

## Opis
Pobočje pokriva popolnoma asfaltirana cesta. Nekaj sto metrov pred njenim vrhom je razgledna točka, od koder se vidi vrtoglavo pobočje v skoraj celotnem poteku.
Približno 17 kilometrov dolgo po pobočju se dviga od meje mesta Purmamarca, od 2192 m nadmorske višine do 4170 metrov v Abra de Potrerillos, in poteka preko Cerro de los Siete Colores v vzponu od vzhoda proti zahodu proti Puni de Atacama. Nato se spusti do Salinas Grandes na 3450 m nmv.

## Gospodarstvo
Državna cesta 52, ki pokriva tako imenovano os Kozorogovega povratnika, je del medoceanskega koridorja Mercosur. Natančneje pobočje Lipán povezuje državno cesto 9 na vzhod in nekdanjo državno cesto 40 (trenutno pot 1V40) na zahod.
Je glavno sredstvo za dostop do mejnega prehoda med Argentino in Čilom - Paso de Jama, edinega prehoda na osi, ki je popolnoma asfaltiran in skozi vse leto prehoden, zaradi česar ima velik promet, zlasti tovornjakov, ki vozijo med Čilom, severozahodno in severovzhodno Argentino, Paragvajem in jugovzhodno Brazilijo.
Kljub gospodarskemu toku koridorja je glavna korist, ki jo imajo domačini od Cuesta de Lipán, v obrobnih turističnih dejavnostih, kot so prodaja obrti v Abra de Potrerillos, uporaba razgledišča kot hostel ali uporaba istega za oglede Salinas Grandes in Lagune de Guayatayoc.

## Zgodovina
Prej je bilo to ozemlje, ki so ga prečkale mulatjere, ki so se spuščale od pune do quebrada - sotesk, območje je imelo makadamsko cesto proti 1970-im kot del provincialne ceste 16, ki je povezovala San Salvador de Jujuy, glavno mesto province, z mestom Susques.
Leta 1979 je 65-kilometrski odsek od Purmamarce do državne ceste 40 prešel pod državno jurisdikcijo in se preimenoval v Ruta Nacional 52, leta 1999 pa sta država in provinca podpisali sporazum o razpisu modernizacije, ki se je začela leta 2000.

## Priznanja
La Cuesta de Lipán je leta 2004 prejela nagrado Obra Vial del año 2004 za delo na cesti od Argentinskega združenja za ceste, ki združuje vse pokrajine, podjetja v sektorju in državno vlado.